# Ébredő sötétség
Az Ébredő sötétség (eredeti cím: The Seeker: The Dark Is Rising) 2007-ben bemutatott egész estés amerikai kalandfilm-dráma, amely Susan Cooper The Dark Is Rising című 5 részes fantasy-könyvsorozata 2. kötetének filmadaptációja. A rendezője David Cunningham, a producere Marc E. Platt, az írója John Hodge, a főszereplői Ian McShane, Alexander Ludwig, Frances Conroy, Gregory Smith és Christopher Eccleston, a zeneszerzője Christophe Beck. A mozifilm a Marc Platt Productions és a Walden Media gyártásában készült, a 20th Century Fox forgalmazásában jelent meg.
A Narnia krónikái és a Híd Terabithia földjére megfilmesítéséért is felelős Walden Media és a 20th Century Fox produkciója 2007. október 5-én debütált Észak-Amerikában, Magyarországon 2007. november 8-án mutatta be az InterCom a mozikban.

## Történet
Az ifjú Will Stanton rájön, hogy ő az utolsó tagja azon harcosok csapatának, akik életüket a gonosz elleni küzdelemnek, a sötétség és a fény közötti egyensúly megtartásának szentelték.
Will időutazása során hat különböző jelet gyűjt össze, amivel a fényt maga mellé állíthatja és így képes lesz szembeszállni a sötétség gonosz erőivel.

## Szereplők
| Szerep                     | Színész               | Magyar hangja (1. szinkron) |
| -------------------------- | --------------------- | --------------------------- |
| Will Stanton / Tom Stanton | Alexander Ludwig      | Penke Bence                 |
| Merriman Lyon              | Ian McShane           | Dörner György               |
| Miss Greythorne            | Frances Conroy        | Bánsági Ildikó              |
| Max Stanton                | Gregory Smith         | Előd Botond                 |
| A Lovas („The Rider”)      | Christopher Eccleston | Forgács Péter               |
| A Gyalogos („The Walker”)  | Jonathan Jackson      | N/A                         |
| Mrs. Mary Stanton          | Wendy Crewson         | Pápai Erika                 |
| John Stanton professzor    | John Benjamin Hickey  | Czvetkó Sándor              |
| Dawson                     | James Cosmo           | Szélyes Imre                |
| Vén George                 | Jim Piddock           | Konrád Antal                |
| Maggie Barnes              | Amelia Warner         | Gubás Gabi                  |
| Gwen Stanton               | Emma Lockhar          | Talmács Márta               |
| James Stanton              | Drew Tyler Bell       | Berkes Bence                |
| Robin Stanton              | Edmund Entin          | Szvetlov Balázs             |
| Paul Stanton               | Gary Entin            | Szvetlov Balázs             |
| Max Stanton                | Gregory Smith         | Előd Botond                 |

## Háttér

### Előkészületek
1997. júliusában a Jim Henson Pictures megszerezte Susan Cooper The Dark Is Rising című regényének filmadaptációs jogait. A cég felkereste Duncan Kenworthyt a produceri és Andrew Klavant a forgatókönyvírói feladatokra, a film költségvetését pedig 20 millió dollárra lőtték be. A megfilmesítési jog felvásárlását a vállalat elnöke és vezérigazgatója, Brian Henson szorgalmazta, mivel egyik kedvencének vallotta a könyvet.
2005. májusában, mivel a produkció nem lépett egyről a kettőre a Henson Pictures kezei alatt, a Walden Media megvette a lehetőséget, producerként pedig Marc E. Plattet jelölték meg. 2006. augusztusában a Walden bejelentette együttműködését a 20th Century Foxszal, minek értelmében a stúdió forgalmazza minden munkájukat. októberben David Cunningham rendező leszerződött a filmhez, s ellátogatott Romániába, hogy előkészítse a terepet a 2007 elején kezdődő forgatáshoz. Ekkor a bemutató dátuma 2007. szeptember 28-ára volt kitűzve.

### A forgatókönyv megírása
Az Ébredő sötétség Susan Cooper az 1960-as és '70-es években íródott The Dark Is Rising könyvsorozatának második kötetén alapszik, amelynek címe megegyezik a teljes sorozatéval. A Walden Media 2005. októberében kérte fel John Hodge-ot a történet vászonra adaptálására. Az alaptörténetnek Cooper írásának mitológiáját tették meg, s Hodge-ra várt a feladat, hogy a könyvből a filmben megjelenítendő eseményeket kiválassza. A sztorit, ami a regény keletkezésének idején játszódik, a mai korba helyezte. A könyvben a főhős felfedez egy régi viking hajót, ennek hozományaként jelennek meg a filmben a vikingek.
Hodge átírta Will Stanton egyes tulajdonságait, így lett 11 helyet 13 éves, s brit állampolgárságából amerikai. Mellékszálakat is fűzött a cselekménybe, amelyek a forrásanyagban nem szerepeltek, köztük testvéri konfliktusokat, szerelmi szálat és az iskolai kiközösítettséget. A „The Walker” elnevezésű szereplő életkora jelentősen csökkent, természete kevésbé határozott, s új háttértörténeti tényezőként megjelenik számára lelkének elvesztése. A forgatókönyv, amellett, hogy igyekszik megőrzi Cooper elbeszélő jellegét, tartalmaz továbbá számos akciójelenetet is.

### Forgatás
A forgatás 2007. február 16-án vette kezdetét Romániában, a bufteai MediaPro Studios több stúdiójában. Itt egy angliai falu, a Stanton család vidéki otthona, egy középkori templom és a Nagy Csarnokként („Great Hall”) ismert titokzatos romok díszletei is felépültek. Teljes díszletek is készültek – magában foglalva egy XIII. századi kápolna négy hónapig tartó felújítását –, mivel Joel Ransom operatőr azt szerette volna, hogy körbevegyék a színészeket, s így 360 fokos kameramozgást eszközölhessen az időutazásos jelenetek szemléltetésére.
David Cunningham rendező a vizuális effektusok minimalizálása mellett döntött, így csupán körülbelül 200 készült a filmhez. Ehelyett gyakorlati eszközöket szorgalmazott a különleges hatások megalkotására. Csehországból hozattak ezernyi kígyót, amiket a színészekre borítottak, valódi vízzel árasztották el a filmben szereplő kastélyt és valódi varjakat tanítottak be, hogy rárepüljenek a színészekre. Cunningham ezen felül viking történelmi rekonstruktőrökkel is konzultált a film azon elemeihez, ahol e nép szerepet játszik.
Vin Burnham jelmeztervező alkotta meg a „The Rider” (Christopher Eccleston) elnevezésű szereplő köpenyét, ami fekete színével és valódi szőr, illetve toll felhasználásval állatjellegű megjelenést kölcsönöz a karakternek. Miss Greythorne (Frances Conroy) számára hóbortos, 1960-as évekbeli ruhákat tervezett, melyeken kelta szimbólumok is helyet kaptak. Conroy és Ian McShane öltözékébe apró kristályok kerültek, hogy csillogó hatást keltsenek a kamera előtt.

### Bemutató
A bemutató dátumát 2007 májusában október 5-ére módosították, július végén pedig a címen is változtattak, így a The Dark Is Rising kibővült The Seeker: The Dark Is Risinggá.